# Velike Vodenice
Velike Vodenice so naselje v Občini Kostanjevica na Krki.